# Macario uno e due
Macario uno e due è stato un programma televisivo di varietà trasmesso nel 1975 e condotto da Erminio Macario con Gloria Paul e Giulio Marchetti; la regia fu affidata a Vito Molinari. Il programma durò sette puntate e andò in onda sul Secondo Programma. Nello spettacolo, Macario fece conoscere al pubblico televisivo ed in particolare ai giovani i migliori numeri già presentati in teatro e nella rivista. Il programma ebbe successo, per cui tre anni dopo la Rai programmò per Macario un nuovo spettacolo, Macario più.